# Ferreira Leal
Lourenço Ferreira da Silva Leal (Rio de Janeiro, 30 de agosto de 1850 — ibid. 15 de abril de 1914) foi um médico e escritor brasileiro.

## Biografia
Médico formado pela antiga Faculdade de Medicina do Rio de Janeiro, Ferreira Leal ficou mais conhecido como escritor, graças ao romance Um homem gasto, de 1885, quando a estética naturalista vicejava com força no Brasil.
Costumava assinar seus escritos com as iniciais L.L. Este foi lido por Adolfo Caminha, como se pode constatar em seu texto crítico intitulado Um livro condenado. Ele qualificou a obra de Ferreira Leal como romancete, talvez porque tenha circulado nos anúncios de livrarias populares no Rio de Janeiro, em uma rubrica específica, denominada romance para homens, na qual constavam apenas os títulos considerados à época como pornográficos.
O assunto gira em torno da homossexualidade, que seria melhor construído no consagrado Bom Crioulo, do mesmo Adolfo Caminha. Retrata um homossexual de classe média alta que se casa, mas só é capaz de concretizar o ato matrimonial com a ajuda de drogas, cometendo suicídio quando não pode mais suportar a terrível situação
Três anos após sai a sua segunda e última obra, igualmente um romance, denominado O suplício de um marido. Ambos são muito raros e praticamente são encontrados apenas em poucas bibliotecas públicas e coleções particulares. Sacramento Blake o cita no volume cinco do seu Dicionário Bibliográfico Brasileiro, na página 321.
Ferreira Leal, infelizmente, não alcançou o sucesso nas letras como seus contemporâneos naturalistas, permanecendo como nome menor da literatura brasileira.

## Obras
- 1872 Da topografia…
- 1885 Um homem gasto, romance e novela
- 1888 O suplício de um marido, romance e novela